# Шеррер, Пауль
Пауль Шеррер (нем. Paul Scherrer; 3 февраля 1890, Херизау, кантон Аппенцелль-Ауссерроден — 25 сентября 1969, Цюрих) — швейцарский физик-экспериментатор. Родился в Херизау, Швейцария. Обучался в Цюрихе, Кёнигсберге, Гёттингене (Германия), перед тем как стал в последнем лектором. Позже стал главой физического факультета Швейцарского федерального института технологии.

## Учёба
Шеррер начал учиться в 1908 году в ETHZ в Цюрихе.
В 1912 году он переехал на один курс в Кёнигсберг, а закончил обучение в Гёттингене. В 1916 году в Гёттингене он защитился на степень PhD на тему «Эффект Фарадея в молекуле водорода». В то же время он разработал метод порошковой дифракции с П. Дебаем, впоследствии получивший название метод Дебая-Шеррера. В 1918 году написал уравнение для определения размеров частиц порошка по уширению рентгеновских линий.
Шеррер получил в Гёттингене должность приват-доцента, а в 1920 году — звание профессора в ETA в Цюрихе. В 1927 году он стал главой Института экспериментальной физики.

## Ядерная и атомная физика
В 1930-е годы Шеррер начал специализироваться в ядерной физике, став в 1946 году президентом швейцарской Комиссии по исследованию ядерной энергии (нем. Schweizerischen Studienkommission für Atomenergie). В 1954 году принял участие в основании ЦЕРНа.

## Научное наследство
В 1988 два швейцарских ядерных исследовательских института были объединены, сформировав Институт Пауля Шеррера, который находится близ Виллиген, в кантоне Аргау.